# Ósopot
Ósopot (románul Șopotu Vechi) falu Romániában, a Bánságban, Krassó-Szörény megyében, Stájerlakaninától 45 km-re délkeletre, az Almás-hegység északi lábánál. Közigazgatásilag Dalbosechez tartozik.

## Nevének eredete
Nevét patakjáról kapta. A román șopot szó 'csobogás'-t jelent. Először 1603-ban említették (Sopot).

## Története
Határában állott egykor Halmás vára, amely 1364-ben a kalocsai érsekségé, Zsigmond idejében királyi végvár volt. 1429 és 1435 között a Német Lovagrend birtokolta. Pontos helye ismeretlen.
1603-ban Czorczok Ferenc egy, Vajda Gábor ¼ porta után adózott. 1717-ben 35 házból állt. 1775-től a Határőrvidék dalboseci századához, 1880-tól Krassó-Szörény vármegye Bozovicsi járásához tartozott. 1800-ban 122 határőrcsalád lakta. 1828-ban 56 ósopoti család alapította Újsopotot. 1843/44-ben az Almás vidékének falvai közül egyedül itt nem működött hivatalosan sem iskola.

## Lakossága
1900-ban 1443 lakosából 1441 volt ortodox román.

2002-ben 758 lakosából 753 volt román nemzetiségű; 693 ortodox és 64 baptista vallású.

## Látnivalók
Tíz vízimalom.

## Külső hivatkozások
- Fényképek